# Engøy
Engøy est une petite île habitée de la commune de Stavanger, dans le comté de Rogaland en Norvège, dans la mer du nord.

## Description
L'île de 0,17 km2 est rattachée à Hundvåg, un arrondissement de Stavanger. Elle est reliée par terre au sud à Stavanger via le pont d'Engøy et le pont de la ville de Stavanger. Au nord, l'île est reliée à Buøy. via le pont de Pyntesund.
Relativement plate, Engøy est relié par un pont au centre-ville via deux petites îles, Sølyst et Grasholmen (route départementale 435).

## Galerie

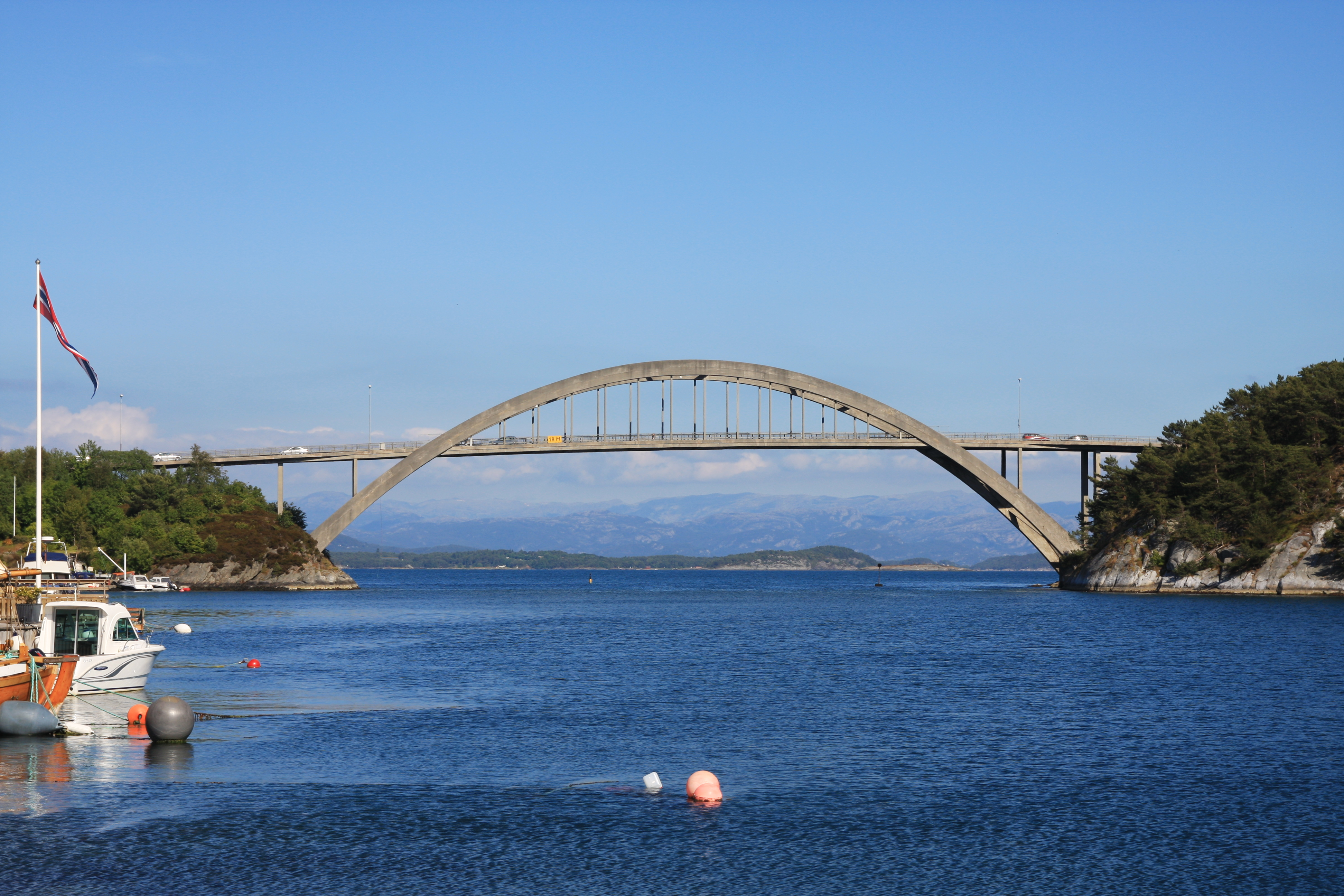
Pont d'Engoy
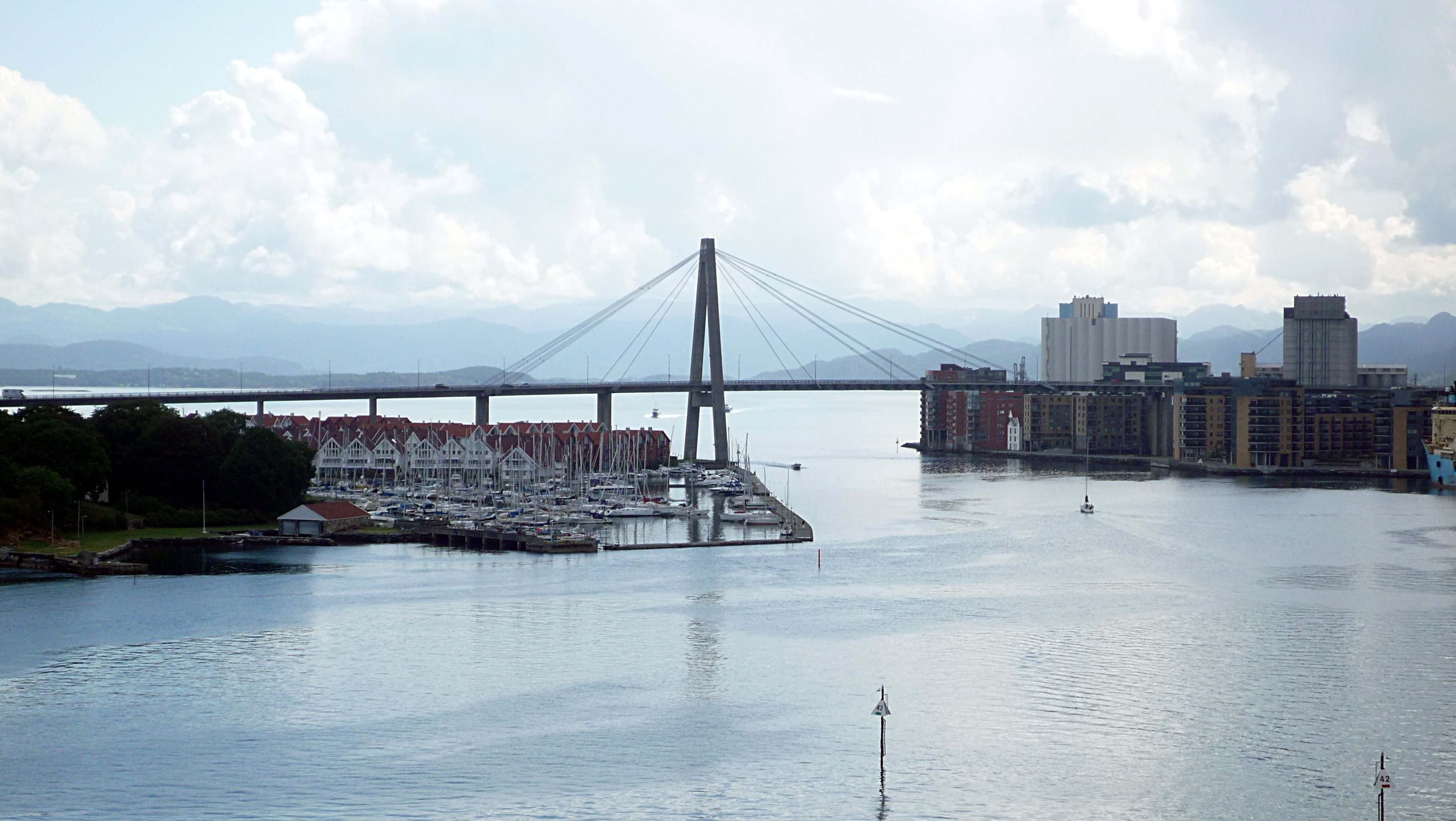
Stavanger City Bridge